# John Peel (politician)
John Peel (n. 16 iunie 1912 – d. 8 mai 2004) a fost un om politic britanic, membru al Parlamentului European în perioada 1973-1979 din partea Regatului Unit. 
1. ↑  The Guardian, accesat în 23 aprilie 2024
2. 1 2 3 4 5  Hansard 1803–2005
3. 1 2   http://www.assembly.coe.int/nw/xml/AssemblyList/MP-Details-EN.asp?MemberID=865 Lipsește sau este vid: |title= (ajutor)